# SsangYong Chairman
SsangYong Chairman – samochód osobowy klasy luksusowej produkowany pod południowokoreańską marką SsangYong w latach 1997 – 2017.

## Pierwsza generacja

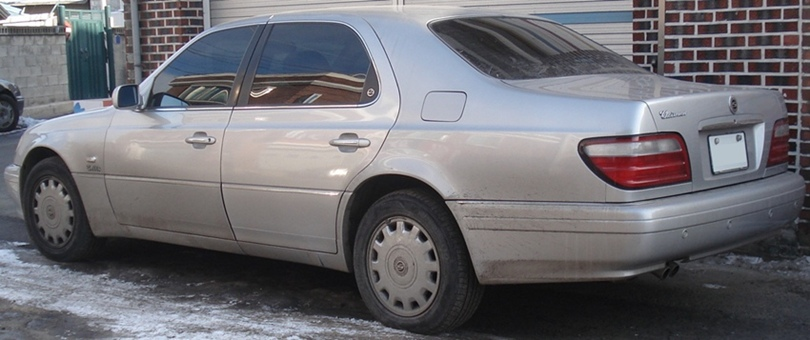
SsangYong Chairman I - tył

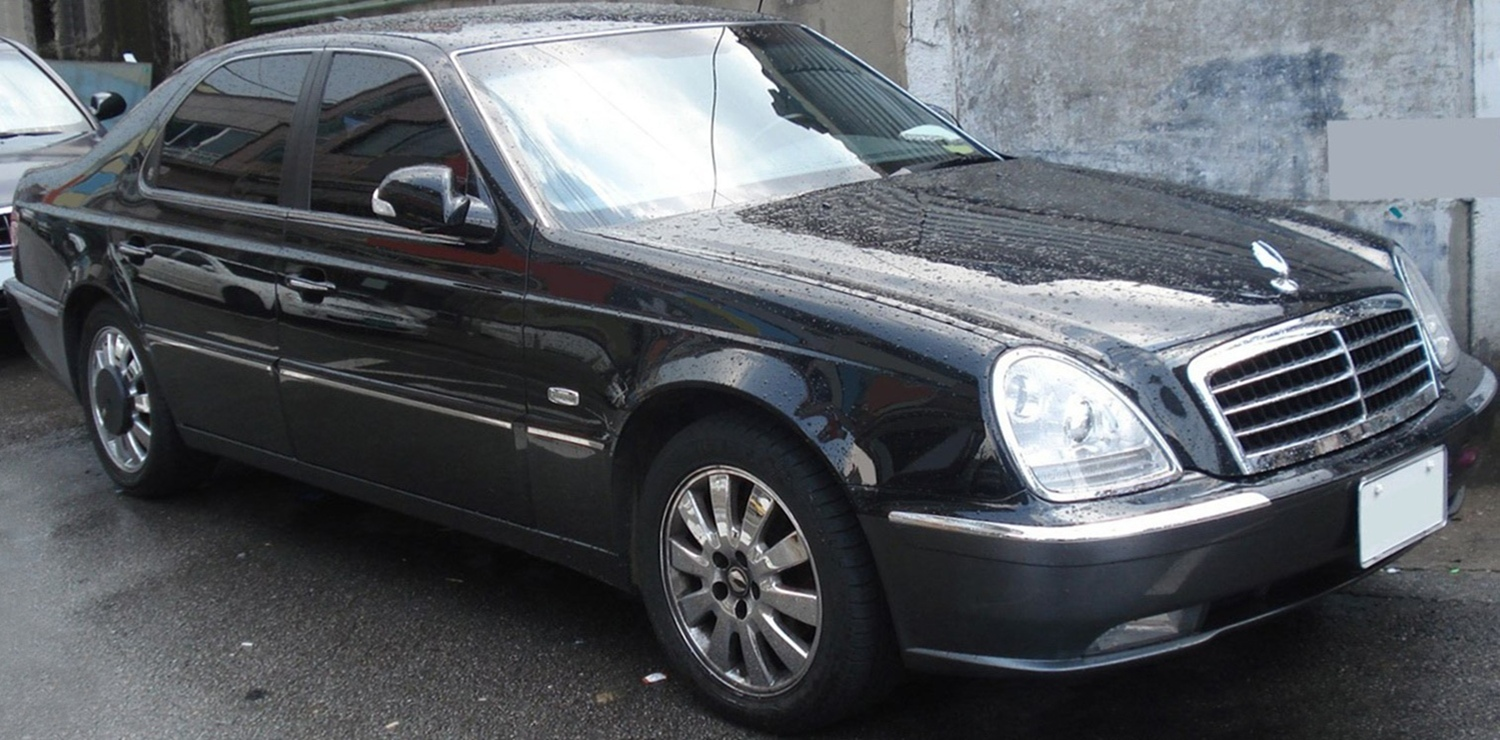
SsangYong Chairman I po liftingu

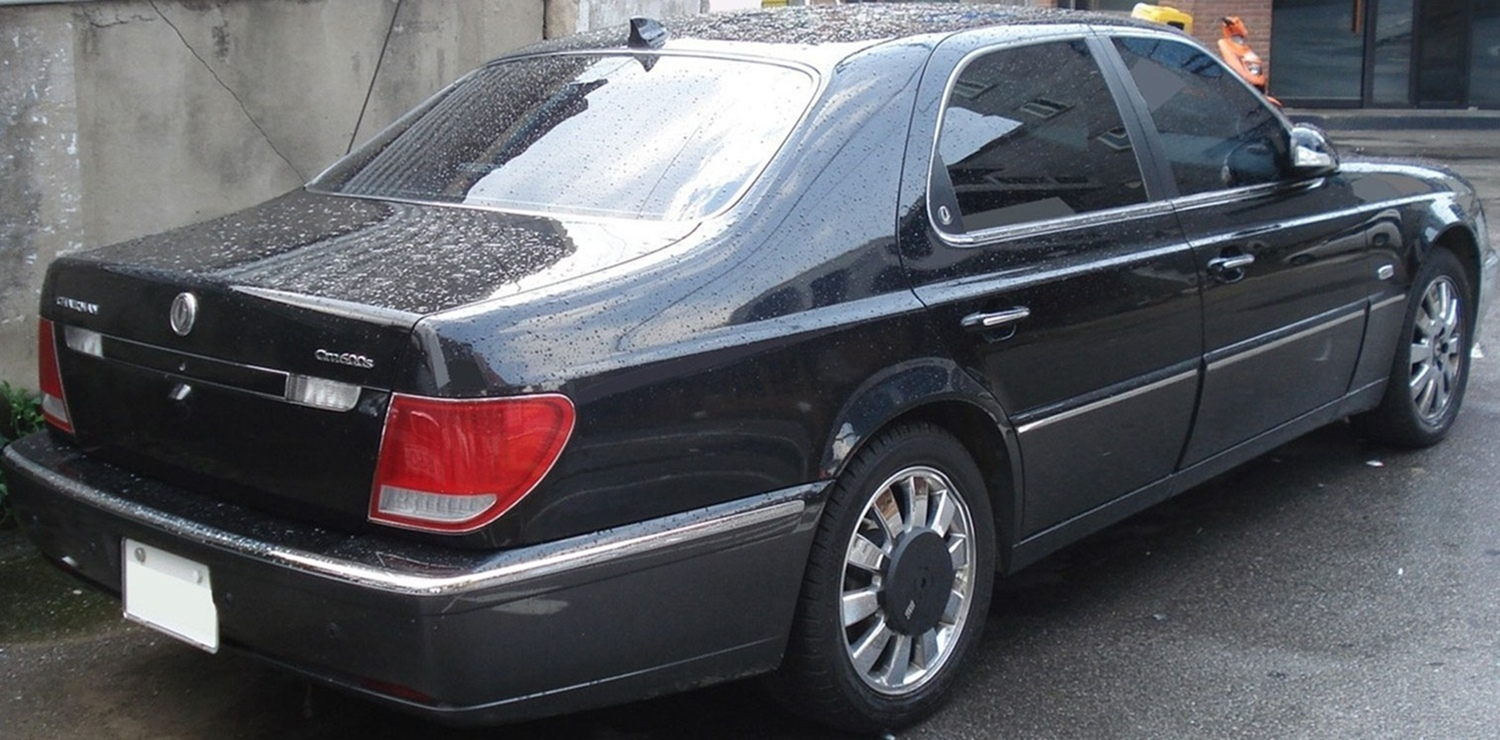
SsangYong Chairman I - tył po liftingu

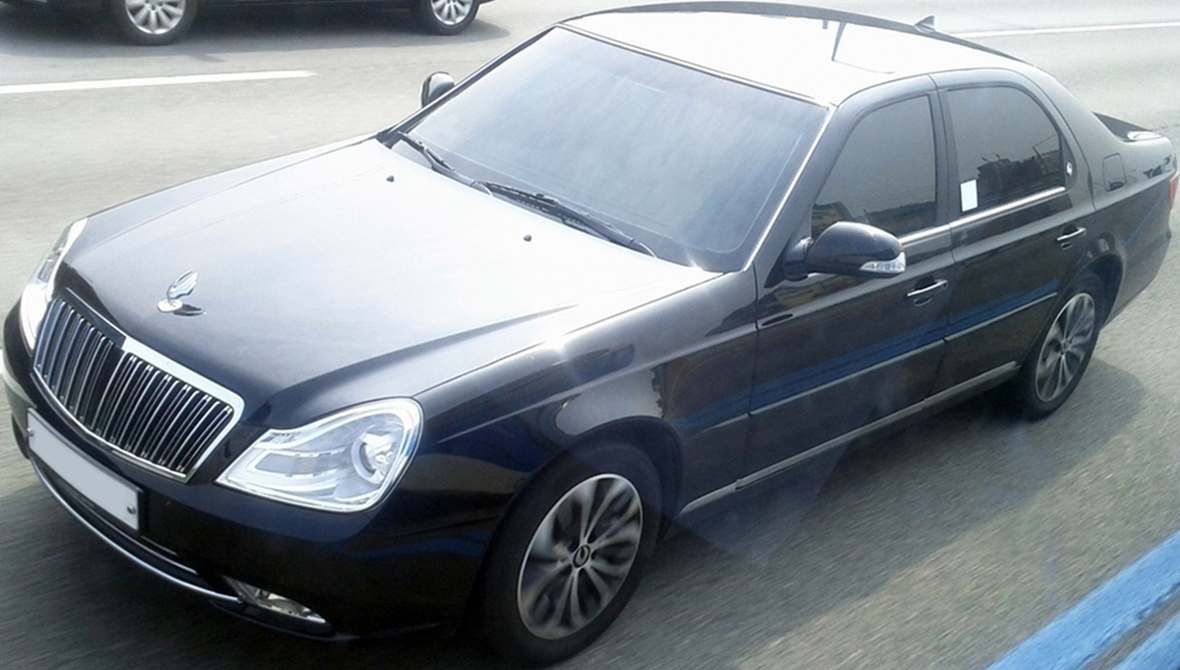
SsangYong Chairman I po drugim liftingu

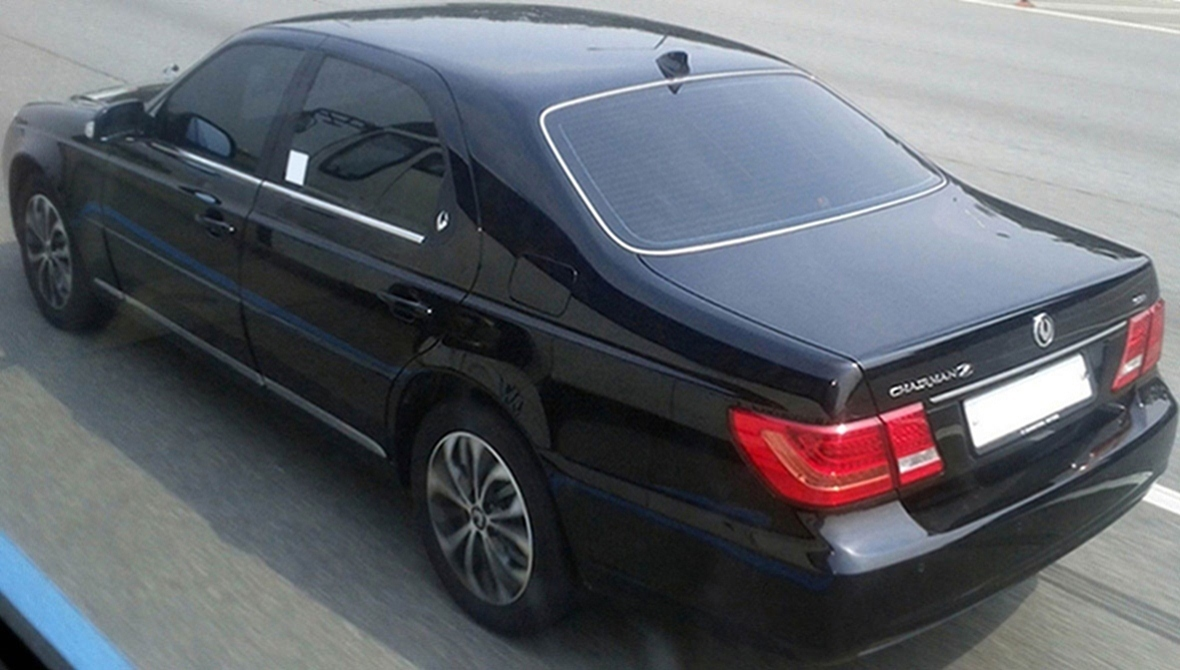
SsangYong Chairman I - tył po drugim liftingu

SsangYong Chairman I został zaprezentowany po raz pierwszy w 1997 roku.
Chairman pojawił się w ofercie SsangYonga jako kolejny model opracowany we współpracy z Daimlerem-Benzem, niebędący jednak jak inne modele producenta SUV-ami, lecz topową, luksusową limuzyną. Samochód wykorzystał platformę, a także jednostki napędowe i układ napędowy Mercedesa-Benza 124, nawiązując jednocześnie stylistycznie do modelu Klasa S charakterystycznymi poziomymi wyżłobieniami w tylnych lampach.

### Zmiana nazwy
Po tym, jak w grudniu 1997 roku Daewoo Motors przejęło SsangYonga, cała ówczesna oferta producenta zmieniła nazwę na markę nowego właściciela. W ten sposób, limuzyna oferowana była przez kolejne 8 lat jako Daewoo Chairman.
We wrześniu 1999 roku grupa wyselekcjonowanych dealerów Daewoo rozpoczęła dystrybucję Chairmana w Polsce. Limuzyna oferowana była w dwóch wersjach nadwozia, standardowej CM600S lub wydłużonej CM600L. Przez około dwa lata sprzedano 64 egzemplarze, z czego kilka sztuk zostało zmontowanych w Daewoo-FSO.

### Restylizacje
W 2005 roku SsangYong powrócił do oferowania Chairmana pod własną marką, przeprowadzając jednocześnie obszarną restylizację nadwozia. Pojawił się nowy wygląd pasa przedniego z większą, chromowaną atrapą chłodnicy, a także węższe i smuklejsze reflektory z nowym układem soczewek. Zmodyfikowano także tylną część nadwozia, gdzie pojawiły się jednoczęściowe lampy, a tablicę rejestracyjną przeniesiono na zderzak.
Pomimo prezentacji drugiej generacji Chairmana w 2008 roku, pierwsze wcielenie pozostało w równoległej produkcji, przechodząc jeszcze jedną restylizację w 2011 roku. Przyniosła on jeszcze większy, chromowany wlot powietrza, a także większe reflektory, dwuczęściowe lampy tylne i ponownie umieszczoną na klapie bagażnika tablicę rejestracyjną.

### Silniki
- R4 2.3 16V Mercedes-Benz M111 150 KM
- R6 2.8 24V Mercedes-Benz M104.94 197 KM
- R6 3.2 24V Mercedes-Benz M104.99 220 KM
- R6 3.6 24V Mercedes-Benz M104.941 280 KM

## Druga generacja

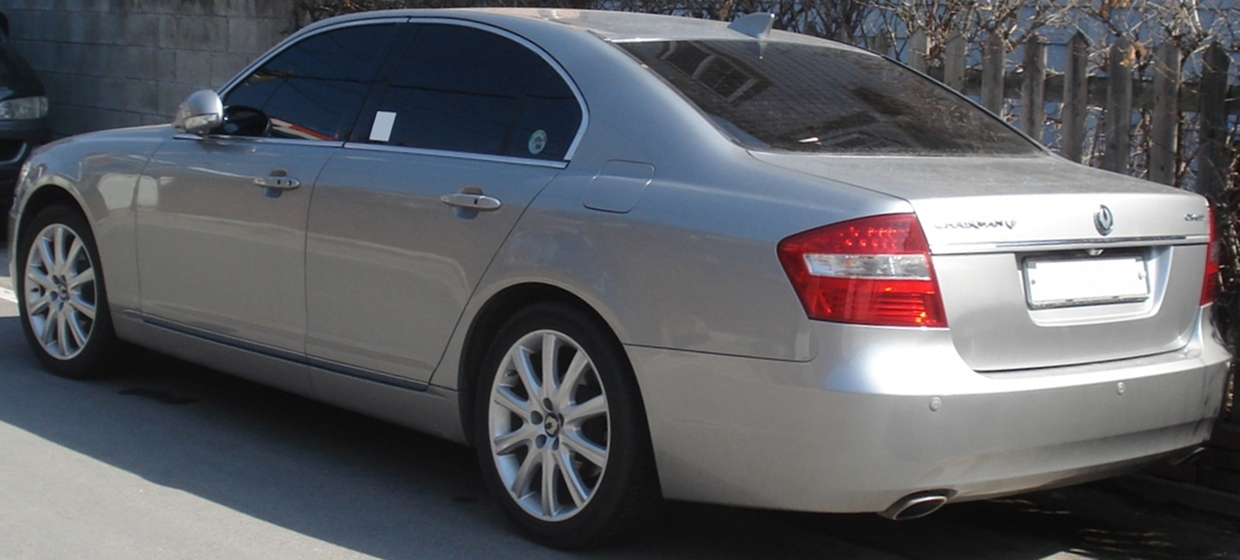
SsangYong Chairman II - tył

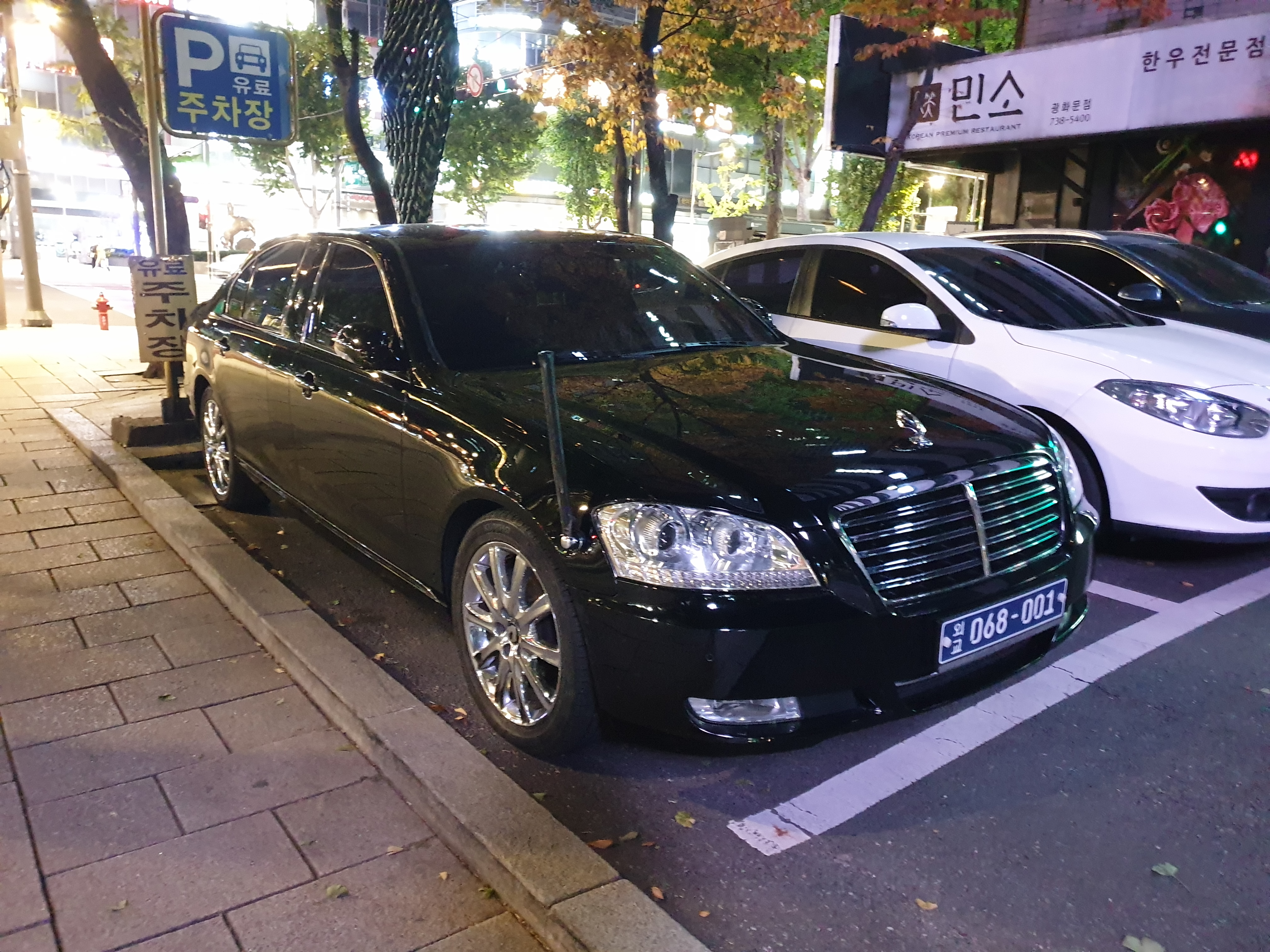
SsangYong Chairman II LWB

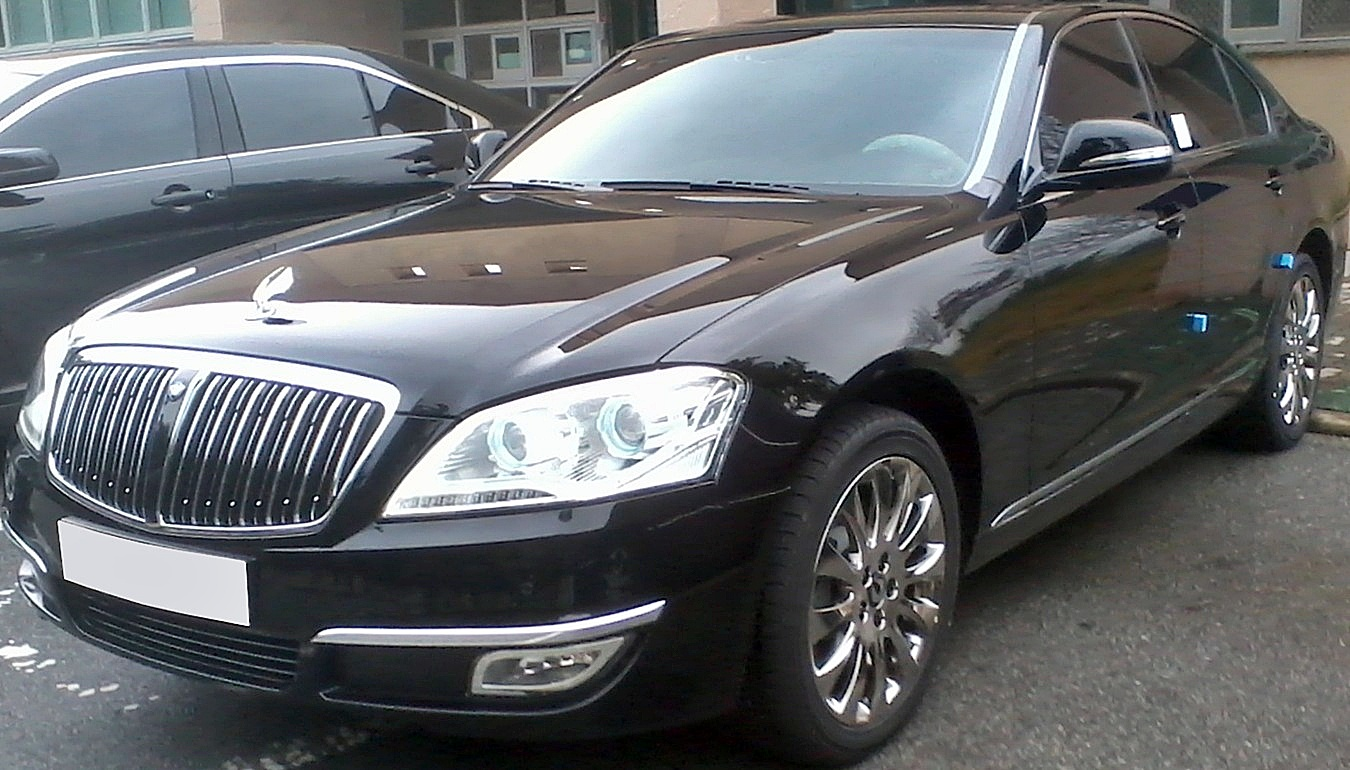
SsangYong Chairman II po liftingu

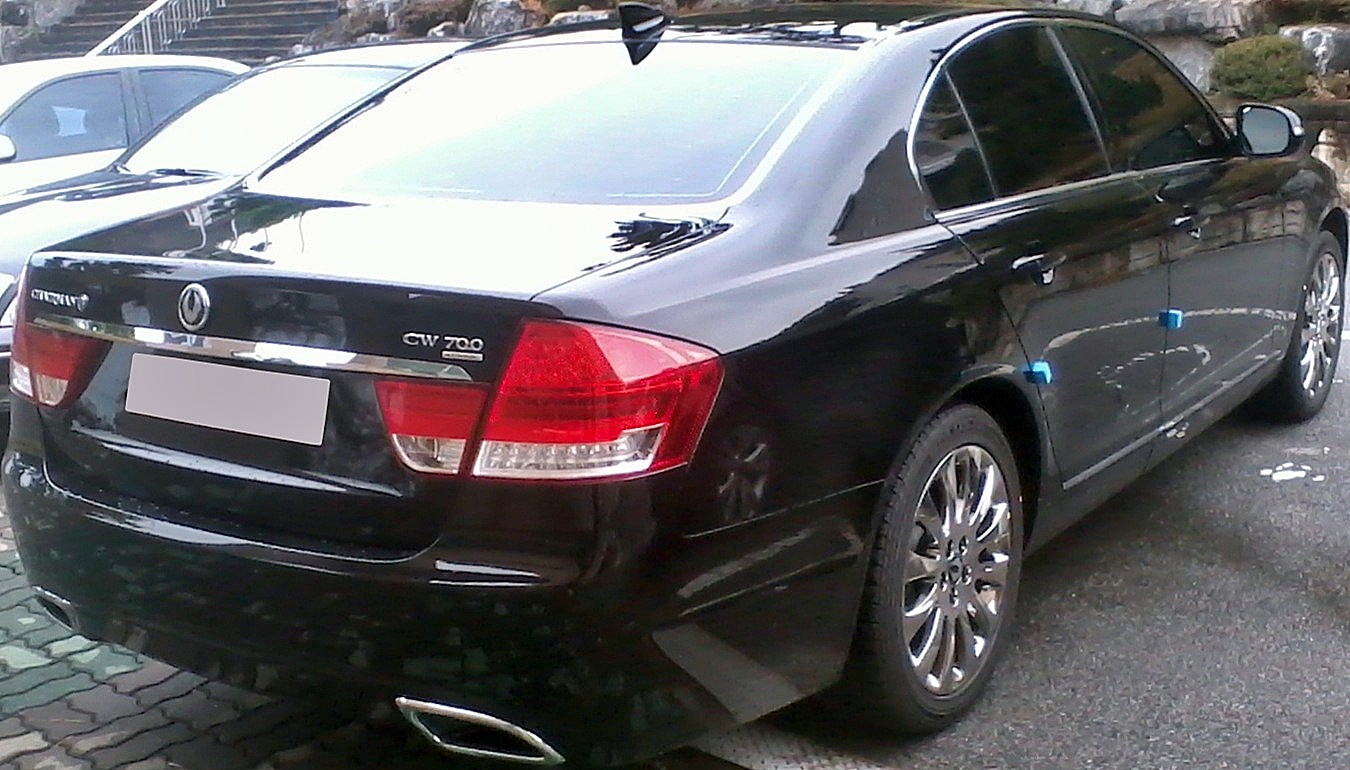
SsangYong Chairman II - tył po liftingu

SsangYong Chairman II został zaprezentowany po raz pierwszy w 2008 roku.
Druga generacja Chairmana przeszła obszerną metamorfozę w stosunku do poprzednika, zyskując bardziej nowocześniejszą, bardziej zaokrągloną i smuklejszą sylwetkę, a także większe i przestronniejsze nadwozie. SsangYong zdecydował się nadać swojej limuzynie bardziej unikalny charakter, stroniąc już od podobieństw do Mercedesa, nawiązując bezpośrednio do prototypu SsangYong WZ Concept w 2007 roku.
W przeciwieństwie do stylizacji nadwozia, projektem deski rozdzielczej producent realizował schematy ze sztandarowych limuzyn europejskich producentów, z dużym ekranem dotykowym do sterowania systemem multimedialnym, a także masywną, rozbudowaną konsolą centralną wzbogaconą wykończeniem z drewna i skóry.
Z ceną 100 milionów wonów, Chairman drugiej generacji był najdroższym samochodem sprzedawanym wówczas w Korei Południowej. W przeciwieństwie do poprzednika, druga generacja Chairmana nie była już oferowana w europejskiej sieci dealerskiej.

### Chiny
W 2009 roku chiński koncern SAIC, który zarządzał wówczas SsangYongiem, planował wprowadzić do sprzedaży Chairmana drugiej generacji także na rynku chińskim pod marką Roewe jako Roewe R95. Powstała jednak tylko wyprodukowana w 2008 roku krótka próbna seria egzemplarzy odróżniających się charakterystyczną chromowaną atrapą chłodnicy, a projekt nie doczekał się realizacji.

### Lifting
W kwietniu 2012 roku Chairman drugiej generacji przeszedł gruntowną restylizację nadwozia, zyskując przestylizowany kształt zderzaków, większą atrapę chłodnicy i większe reflektory. Ponadto, pojawiły się też większe, dwuczęściowe lampy tylne obejmujące także klapę bagażnika.

### Koniec produkcji
Po 20 latach obecności na rynku, limuzyna Chairman została wycofana z produkcji bez bezpośredniego następcy w 2017 roku, którego opracowanie wykluczono już w 2015 roku. Odtąd SsangYong stał się producentem oferującym wyłącznie SUV-y.

### Silniki
- R6 3.2 24V Mercedes-Benz M104.99 225 KM
- R6 3.6 24V Mercedes-Benz M104.941 250 KM
- V8 5.0 32V Mercedes-Benz M113 306 KM